# 御茶水女子大學

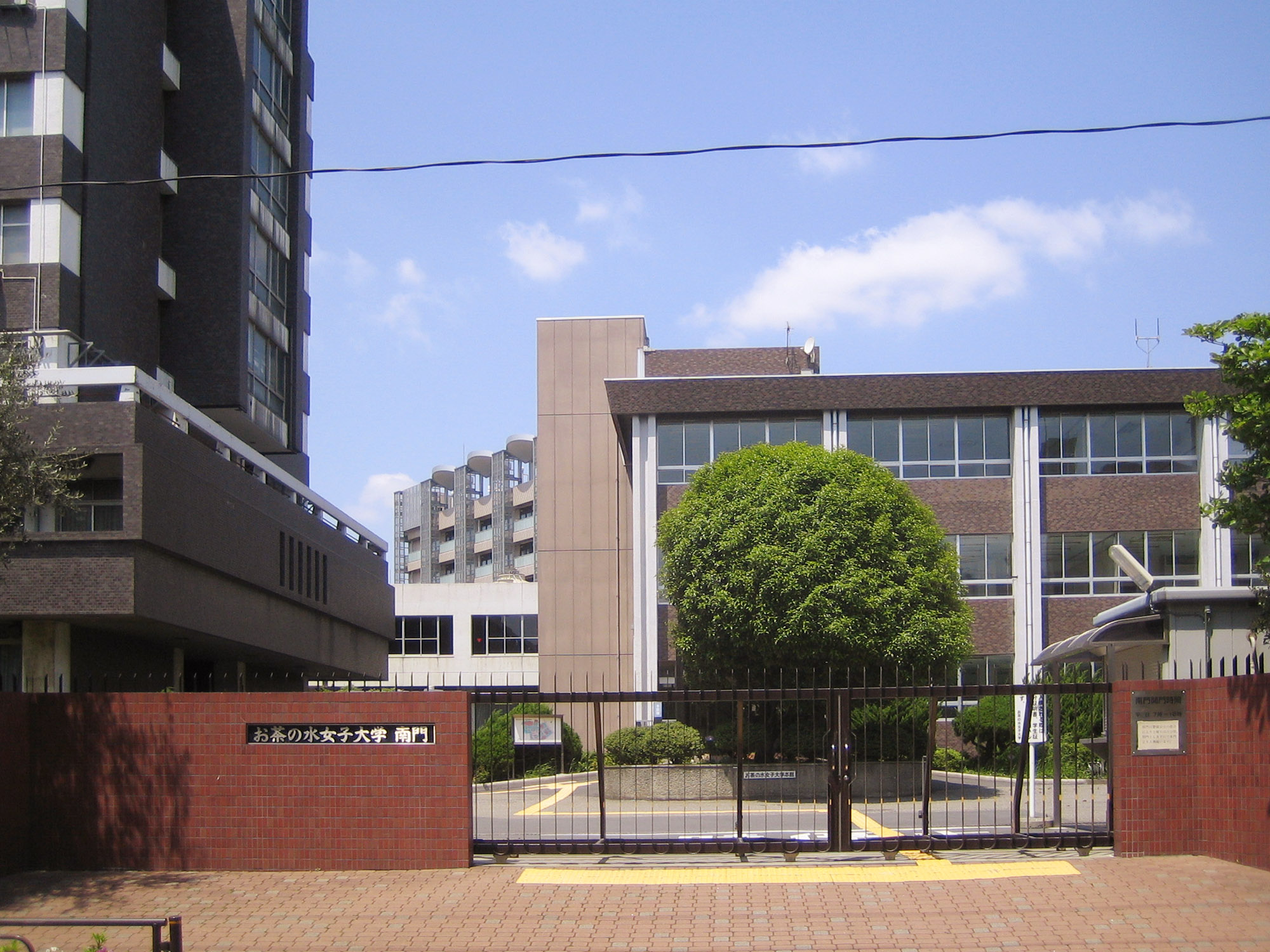
南門

御茶水女子大学（日语：／ Ochanomizu Joshi Daigaku）是位於日本東京都文京区大塚的国立女子大学。

## 历史
1875年，前身東京女子师范学校设立。1900年成为东京女子高等师范学校（女高師），后于1949年根据国立学校設置法改为新制御茶水女子大学。前身的学校位於御茶水（本乡区湯島三丁目），关东大地震後迁至现在所在地。拥有文教育学部、理学部、生活科学部3学部。
早期日本的傑出女性大多畢業於此校。例如日本第一位女醫師、最早的幾位女博士等。
東京的「女子御三家」之一的櫻蔭中學校及高等學校亦是由東京女子高等師範學校（現御茶之水女子大學）同學會「櫻蔭會」募款，於1924年（大正13年）設立。創校至今一直維持女子學校形式。

## 著名教授
- 藤原正彦 - 理学部教授、数学
- 土屋賢二 - 文教育学部教授、哲学、散文家
- 坂元章　 - 文教育学部教授、实验心理学、电视机游戏的研究者

## 組織

### 学部・学科
- 文教育学部
  - 人文科学科
  - 言語文化学科
  - 人間社会科学科
  - 芸術・表現行動学科

- 理学部
  - 数学科
  - 物理学科
  - 化学科
  - 生物学科
  - 情報科学科

- 生活科学部
  - 食物栄養学科
  - 人間・環境科学科
  - 人間生活学科

### 大学院
- 人間文化創成科学研究科（博士前期課程/博士後期課程）
  - 比較社会文化学専攻
  - 人間発達科学専攻
  - ジェンダー社会科学専攻
  - ライフサイエンス専攻
  - 理学専攻

### 附属校
- 御茶水女子大學附属保育園
- 御茶水女子大學附属幼稚園

1876年（明治9年）創立
- 御茶水女子大學附属小学（合校）

1877年（明治10年）創立。
- 御茶水女子大學附属中学（合校）
- 御茶水女子大學附属高等学校（女校）

1882年（明治15年）創立。

## 著名校友
- 荻野吟子 - 日本第一位女醫師。創校首屆學生第一名畢業。
- 保井好 - 日本第一位理科女博士。御茶水女子大學名譽教授。
- 黒田チカ - 日本第二位理科女博士。御茶水女子大學名譽教授。
- 湯淺年子 - 日本第一位女物理博士。法國國家科學研究中心名譽研究員。
- 植木理惠 - 心理學家
- 柴門文 - 漫画家
- 川上弘美 - 小说家、芥川奖获奖
- 工藤直子 - 詩人、童話作家
- 辰巳渚 – 市场营销专家
- 大宮裕子 - 日本麦当劳執行部职员　情報系统本部長
- 中村仁美 - 富士电视台主持人
- 佐分千惠 - 朝日电视台主持人
- 高野史緒 - 小说家
- 宮本满子 - 社会学者、千叶大学教授
- 王敏 - 法政大學教授
- 瀧島雅子 - NHK主持人
- 荒瀬詩織 – 原富士电视台主持人
- 关根友实 – 原朝日放送主持人
- 大川敦子 - 原名古屋电视台主持人
- 結城里美 - NHK主持人
- 安部满子 - NHK主持人
- 安部真美子 - 中京电视台主持人
- 鶴木陽子 - 中京电视台主持人
- 渡边由紀子 – 爱知电视台主持人
- 范淑文 - 臺灣國立臺灣大學日本語文學系榮譽教授
- 广池英子 - 爵士乐钢琴家
- 杜如風 - 香港節目主持人
- 游珮芸 - 臺灣國立臺東大學兒童文學研究所副教授
- 楊蔭榆 - 中國歷史上第一位女性大學校長

## 姊妹學校
- 國立臺灣大學 - 臺灣
- 國立政治大學 - 臺灣
- 國立臺北藝術大學 - 臺灣
- 臺北市立第一女中 - 臺灣